# میتسوکو میتو
میتسوکو میتو (انگلیسی: 水戸光子 Mito Mitsuko) بازیگر ژاپنی بود. او در بیش از ۵۰ فیلم بین سال‌های ۱۹۳۵ و ۱۹۷۳ ظاهر شد. از فیلم‌های او می‌توان به اوگتسو مونوگاتاری، شعله عشق من و سامورایی ۲: دوئل در معبد ایچی‌جوجی اشاره کرد.